# Xuân Thành, Nghi Xuân
Xuân Thành là một xã thuộc huyện Nghi Xuân, tỉnh Hà Tĩnh, Việt Nam.
Xã Xuân Thành có diện tích 8,69 km², dân số năm 1999 là 4.468 người, mật độ dân số đạt 514 người/km².

## Lịch sử
Xuân Thành vùng đất địa linh nhân kiệt
Cũng như các xã ven biển trong huyện Nghi Xuân nói riêng và tỉnh Hà Tĩnh nói chung, đặc điểm tự nhiên của xã Xuân Thành ngày nay gắn liền với quá trình tiến biển và biển lùi của võ trái đất diễn ra cách đây trên 4000 năm, tương ứng vào thời kỳ đồ đá mới khi biển lại bắt đầu lùi. Qúa trình ấy đến nay vẫn đang tiếp tục diễn ra. Bằng chứng là ngoài vùng gò đống ngổn ngang cát trắng song song với bờ biển còn rất nhiều bàu nước rải rác các cánh đồng trong xã. Theo các tài liệu về khảo cổ học, trên đất Nghi Xuân cách ngày nay trên dưới 3000 năm đã có sự tụ cư của người việt cổ ở ven chân núi Hồng Lĩnh thuộc các xã Xuân Viên, Xuân Lam, Xuân Hồng, Xuân An. Về sau biển lùi về phía đông cách xa núi, người Việt Cổ mới dần dần lấn xuống vùng biển khai phá, cải tạo đầm lầy, lập nên các xóm làng mới, họ sống bằng hai nghề: Trồng trọt và đánh bắt thủy hải sản.
Đến những năm đầu thời kỳ tự chủ của đất nước Đại Việt (Thế kỷ thứ X, XI), nhiều làng ven biển ở Nghi Xuân từ Hội Thống vào Cương Gián  đã được thành lập, trong đó có làng Tổng Phan Xa. Xã Xuân Thành ngày nay là một phần đất của hơn một nửa xã Phan Xá và làng Đông Hội của Tổng  Phan Xá trước 1945. Xã Xuân Thành cũng là xã trong Tổng Phan Xá có bờ biển, vì  Phan Xá trước 1945. Xã Xuân Thành cũng là xã trong Tổng Phan Xá có bờ biển, vì vậy về duyên cách địa lý và tập quán làm ăn, sinh hoạt của người dân Xuân Thành có những nét riêng.

## Di tích-Danh thắng-Lễ hội
Vị trí: Bãi biển Xuân Thành nằm trên địa phận xã Xuân Thành, huyện Nghi Xuân, tỉnh Hà Tĩnh, cách Tp. Vinh (Nghệ An) khoảng 13 km về phía đông, cách Tp. Hà Tĩnh khoảng 40 km về phía bắc. Đặc điểm: Đến đây, du khách sẽ được hòa mình vào phong cảnh thiên nhiên trong lành, mát mẻ và rất hoang sơ.
Từ Tp. Vinh, theo Quốc lộ 1, qua cầu Bến Thủy - cây bắc qua sông Lam nối hai tỉnh Nghệ An và Hà Tĩnh, du khách sẽ đến địa phận huyện Nghi Xuân. Từ đây, đi tiếp khoảng 5 km nữa về phía đông, du khách sẽ đến với bãi biển Xuân Thành.
Bãi biển Xuân Thành trải dài hơn 5 km với độ dốc thoai thoải. Nước biển ở đây có độ mặn vừa phải, trong, xanh và rất sạch. Nơi đây đã được đầu tư, xây dựng một số nhà nghỉ, nhà hàng phục vụ du khách nhưng vẫn ở quy mô nhỏ; vì vậy, du khách khi đến đây vẫn còn được chiêm ngưỡng một phong cảnh thiên nhiên bao la, nguyên sơ: núi, rừng và biển ngút tầm mắt...
Điều đặc biệt, nơi đây có một dòng sông nước ngọt mang tên Mỹ Dương bắt nguồn từ núi Hồng Lĩnh chảy song song theo chiều dài bãi biển. Sông không sâu nhưng nước không bao giờ cạn. Hai bên bờ sông là thảm thực vật xanh tốt. 
Từ bãi biển Xuân Thành, nếu du khách muốn thưởng ngoạn khung cảnh thiên nhiên trong khu rừng phòng hộ ngăn gió bão, mưa lũ cho khu dân cư phía trong bờ; du khách phải vượt qua cây cầu bắc ngang sông Mỹ Dương.
Một điều làm nên sức hấp dẫn của bãi biển Xuân Thành, đó là: Sau mỗi lần dạo bước trên bãi biển, ngâm mình trong sóng nước và ngắm nhìn hệ thống đảo: đảo Ngư, đảo Mắt nối tiếp nhau, thấp thoáng phía chân trời; du khách lại được thưởng thức các món ẩm thực chế biến từ các loại hải sản: cua, ghẹ, tôm, mực, sò huyết, cá ngựa... với giá cả hợp lý, phải chăng.
Nếu có dịp tới bãi biển Xuân Thành, ngoài việc thưởng ngoạn cảnh đẹp của biển, du khách hãy tham gia tour tham quan một số các di tích văn hóa khác như: khu lưu niệm cụ Nguyễn Du, cụ Nguyễn Công Trứ, làng ca trù Cổ Đạm... Các di tích này đều ở huyện Nghi Xuân và rất gần bãi biển Xuân Thành.

## Hành Chính
Xã Xuân Thành gồm 12 thôn. Theo QĐ-2146 Lưu trữ ngày 6 tháng 2 năm 2021 tại Wayback Machine ký ngày 27/07/2012 sát nhập 12 thôn xuống còn 9 thôn sau: 
1. Thôn Thành Hải
2. Thôn Minh Hòa
3. Thôn Hương Hòa
4. Thôn Thành Long
5. Thôn Thành Vân
6. Thôn Thành Yên
7. Thôn Thành Tiến
8. Thôn Thanh Văn
9. Thôn Thành Sơn
Năm 2017 Tách thôn Thanh Văn ra lập thêm thôn mới Thành Phú. Đến thời điểm hiện tại Bộ máy hành chính xã Lưu trữ ngày 6 tháng 2 năm 2021 tại Wayback Machine bao gồm 10 thôn: 
- CÁC THÔN

1. Thôn Thành Hải
2. Thôn Minh Hòa
3. Thôn Hương Hòa
4. Thôn Thành Long
5. Thôn Thành Vân
6. Thôn Thành Yên
7. Thôn Thành Tiến
8. Thôn Thanh Văn
9. Thôn Thành Phú
10. Thôn Thành Sơn